# Alessandro Contini Bonacossi
Alessandro Contini Bonacossi (Ancône, 18 mars 1878 - Florence, 22 octobre 1955) est un marchand d'art et homme politique italien. Il reçoit le titre de comte en 1928 et est nommé sénateur du Royaume en 1939 par le roi Victor-Emmanuel III. Il a été le protagoniste du marché philatélique et, plus encore, de celui de l'art, surtout ancien, dans la dernière période au cours de laquelle de grandes collections privées se sont constituées, qui ont ensuite donné naissance à des musées renommés.

## Biographie

### Origines et premières activités
Alessandro Contini Bonacossi nait à Ancône le 18 mars 1878 de Camillo Contini, d'origine bourgeoise, et de la comtesse Elena Bonacossi Bermudez, d'une ancienne famille noble de Ferrare. À dix-neuf ans, orphelin de père, il s'installe à Milan, où il rencontre Erminia Vittoria Galli Feroldi (1871-1949) avec qui il se marie et a deux enfants (Augusto Alessandro en 1899 et Elena Vittoria en 1901). Il s'installe après son mariage à Barcelone.
En Espagne, il trouve un emploi dans la branche commerciale et juridique de la Chemical Works & Co. Limited de Chicago, jusqu'à ce qu'il devienne directeur, avec Arrigo Petruzzi, de la succursale de Madrid en 1904. Aidé financièrement par sa femme, il démarre son activité de collectionneur dans le domaine philatélique, se spécialisant notamment dans les timbres de l'empire espagnol dont il rachète toutes les séries existantes, gérant le prix sur le marché avec un esprit d'entreprise. Pendant la Première Guerre mondiale, il alterne les séjours entre l'Italie et l'Espagne, avant de s'installer définitivement à Rome en 1918.

### Marchand d'art
En Italie, parallèlement à son intérêt pour les timbres, il commence également à se consacrer à l'activité de marchand de peintures et de sculptures, surtout anciennes (XIIIe – XVIIIe siècle), de production espagnole et italienne, qui prend peu à peu une importance croissante dans son activité. En cela, il peut profiter, à partir de 1918, des conseils de l'historien de l'art Roberto Longhi, que son fils Alessandro Augusto a connu fortuitement dans l'armée à Gaète. À partir d'un contact ponctuel, naît une intense collaboration qui durera jusqu'à la fin de la Seconde Guerre mondiale. Le transitaire argentin Achillito Chiesa est un autre partenaire de Contini, qui est l'un de ses principaux clients à partir de 1920, d'abord pour les timbres, puis pour l'art. Infatigable, Chiesa rassemble bientôt à Milan une énorme collection de peintures anciennes italiennes et étrangères, principalement fournies par Contini lui-même, jusqu'à ce que l'effondrement financier de 1925 l'oblige à vendre ses collections à plusieurs reprises, lors de ventes aux enchères organisées jusqu'en 1927 à Milan et New York. Beaucoup des meilleures pièces sont rachetées par Contini lui-même, qui constitue ainsi le premier noyau de sa collection d'art personnelle.
Il est souvent aidé dans l'achat des œuvres par son épouse douée d'intuition et d'un grand amour pour l'art, comme le rappellent ses journaux. C'est par exemple elle qui reconnut à Londres la Majesté avec les saints François et Dominique d'un disciple très proche de Cimabue dans « un tableau laid et poussiéreux », qu'elle achète à bon prix en faisant semblant de s'intéresser à une autre œuvre.

### Succès aux États-Unis
Au cours de voyages répétés aux États-Unis, Contini entre en contact avec divers collectionneurs américains, dont certains deviennent ses clients, tels que Felix Warburg, Simon Guggenheim, Jules Bache. Dans le contexte d'un marché très riche et très concurrentiel, ses relations avec Bache empiètent sur un autre acteur du marché, Joseph Duveen, ce qui provoque une violente campagne contre Contini, qui convint Bache de se débarrasser de toutes les œuvres achetées par l'Italien. Malgré cela, à partir de 1927, Contini est en contact à Rome avec l'homme d'affaires Samuel Henry Kress, le très riche propriétaire d'une chaîne de supermarchés à travers les États-Unis et l'un des plus importants collectionneurs d'art du XXe siècle. Lors des voyages annuels que Kress effectue en Italie, accompagné de sa compagne Delora Kilvert, Contini lui vend plusieurs centaines de peintures et sculptures, qu'il trouve sur les marchés italiens et étrangers, notamment sur les places de Londres et de New York. Les voyages de Kress se poursuivent avec régularité jusqu'en 1941, pour reprendre après la guerre, lorsque Contini organise d'importantes ventes à la Fondation Kress, notamment en 1948 et 1950. La collection Kress est aujourd'hui exposée en grande partie à la National Gallery of Art de Washington DC et, en partie moindre, dans des musées, des églises et des universités à travers les États-Unis, en particulier dans les endroits où Kress avait des succursales de ses supermarchés.

### Le marché italien
En Italie également, d'importants collectionneurs font confiance à Contini. L'avocat turinois Riccardo Gualino lui achète un certain nombre de tableaux, jusqu'à ce que les relations soient brutalement interrompues par des désaccords entre son conseiller Lionello Venturi et Roberto Longhi. Contini aide aussi Vittorio Cini à constituer le noyau de ses collections à Venise, avant que des divergences sur les objectifs de la collection ne les séparent (Contini se spécialise dans les grands formats, Cini recherche les petits).

### Dons
Entre-temps, Contini commence à organiser et à parrainer des expositions d'art ancien, en particulier à Rome, ainsi qu'à faire bénéficier certaines institutions publiques italiennes de dons. Par exemple, il meuble entièrement sept salles du musée du château Saint-Ange à Rome, il donne deux tableaux de Vitale da Bologna au Museo civico médiéval de Bologne, la maquette en terre cuite du monument funéraire de Louis XVI du Bernin à la Galerie Borghèse, la Pietà d'Attilio Selva à la Cathédrale du Sacré-Cœur-de-Jésus de Tripoli et une partie du mobilier de l'Institut national d'études de la Renaissance du Palais Strozzi, dont quelques peintures de Cosimo Rosselli et Andrea Schiavone (Cupidon et Psyché). Il finance également la restauration des fresques des Vies de saint Étienne et de saint Jean-Baptiste de Fra Filippo Lippi dans la cathédrale de Prato.
En recréant des environnements de la Renaissance, il s'inspire des études d'Attilio Schiapparelli sur La casa fiorentina e i suoi arredi nei secoli XIV e XV (« La maison florentine et son mobilier aux XIVe et XVe siècles ») (Florence 1908) et de l'exemple d'Elia Volpi au Palazzo Davanzati : ces principes sont mis en pratique dans sa florentine maison, la villa Stozzi qu'il renomme villa Vittoria, où il vit à partir de 1931. Le déménagement de Rome à Florence est accéléré par la critique violente d'une exposition d'art espagnol qu'il organise en 1930.

### Villa Vittoria

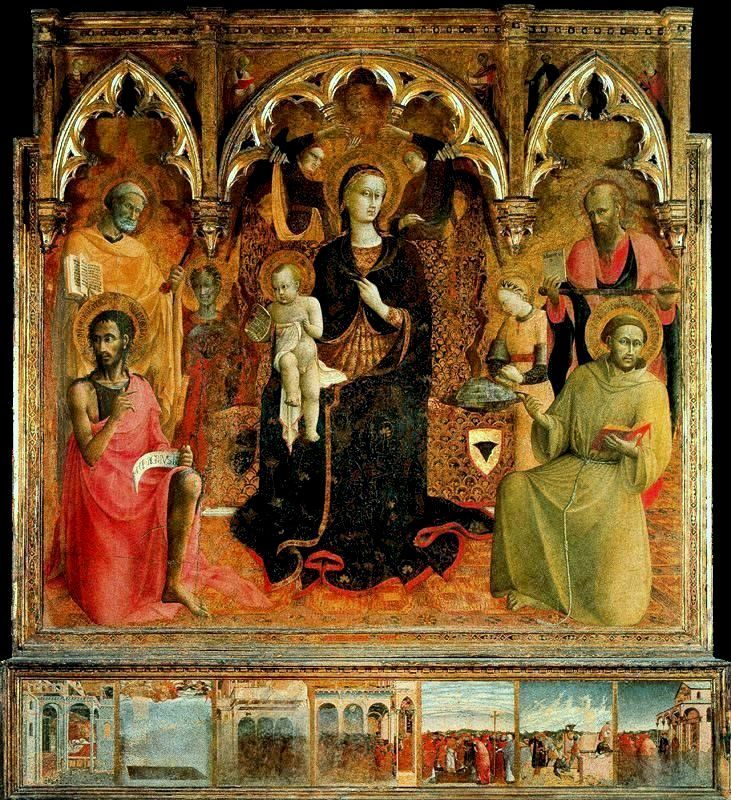
Sassetta, Retable de la Madonna della Neve.

Dans sa maison florentine, il organise sa collection d'art au rez-de-chaussée et au premier étage, y compris quelques grands chefs-d'œuvre, comme le Retable de la Madonna della Neve de Sassetta, anciennement dans la cathédrale Santa Maria Assunta de Sienne, un retable de Bramantino déjà dans la collection de la famille Trivulzio à Milan (Vierge à l'Enfant et huit saints), un triptyque d'Ugolino di Nerio et de nombreuses peintures du XIIIe au XVIIIe siècle (Agnolo Gaddi, Carlo Crivelli, Giuseppe Maria Crespi, Giovanni Paolo Panini, etc. ). Il y a peu de pièces de sculpture très choisies, parmi lesquelles le Saint Laurent sur le gril, marbre du Bernin se démarque, tandis que le nombre de meubles rares Renaissance, faïences, verres et tapisseries, est remarquable.
Constituée selon les critères muséographiques théorisés par Wilhelm von Bode, la collection est le résultat des talents peu communs d'un connaisseur d'art allié à un sens quasi infaillible de la reconnaissance de la qualité, malgré l'absence de formation académique. Le deuxième étage abrite la partie familiale, avec des meubles conçus par Gio Ponti, des peintures d'Ottone Rosai, Primo Conti, Filippo De Pisis, Mario Sironi, Arturo Tosi, Carlo Carrà, Alberto Martini, Marino Marini, Giorgio Morandi, Giovanni Michelucci. Il y a aussi hébergé une photothèque.

### Guerre et après-guerre
Fasciste convaincu, Alessandro Contini reçoit de nombreuses distinctions au cours des années 1920, dont le titre de comte par filiation maternelle (1928) avec l'adjonction, à partir de 1930, du patronyme Bonacossi ; il est également sénateur du Royaume de 1939 à 1944. Faisant l'objet d'une enquêté par la Commission d'épuration d'après-guerre pour des relations avec les Allemands dans le trafic d'œuvres d'art, il est aidé par Bernard Berenson qui témoigne et intervient en sa faveur. Contini a en effet eu des relations avec Hermann Göring et avec son agent en Italie Hans Posse, et une partie des œuvres pour lesquelles il a servi d'intermédiaire ont été récupérées sous la pression des autorités allemandes par l'intermédiaire du Bureau de récupération d'art du Ministère des Affaires étrangères et de la Coopération internationale italien. Certaines d'entre elles cependant, vendues par les Alliés au gouvernement yougoslave, se trouvent aujourd'hui au musée national de Belgrade et font toujours l'objet de litiges>.
En 1949, il perd sa femme et se remarie avec Atala Pampaloni. En 1950, les relations avec Longhi se rompent brutalement. Il est remplacé par Bernard Berenson avec qui, jusqu'alors, les contacts avaient été purement formels en dehors de l'épisode d'après-guerre. La collaboration avec Berenson est fondamentale pour les ventes à la Fondation Kress dans les années 1950, dans le cadre de l'implantation de la National Gallery of Art.
La dernière année de la vie du comte est troublée par la mort de son neveu préféré « Sandrino » (juillet 1955), dont il avait perdu la trace à la suite d'un scandale et qui mit tragiquement fin à son existence vingt ans plus tard, lorsqu'il fut retrouvé pendu dans les environs de Washington : son épouse Vittoria avait également eu une fille née de son premier mariage, Beatrice, qui avait épousé le frère cadet d'Alessandro et de l'union duquel est né Sandrino, qui avait été adopté dans la famille après être devenu orphelin en 1914.

## La collection
Dès 1945, le couple Contini-Bonacossi avait émis le souhait de faire don de l'intégralité de la collection, tant qu'elle resterait intacte. Alessandro a d'abord pensé à l'État du Vatican, mais ensuite il s'est tourné vers l'État italien, sans toutefois pouvoir parfaire la donation avant de disparaître en 1955. À sa mort, le seul patrimoine immobilier s'élevait alors à 300 milliards de lires.
La collection, en 1965, se composait de 1 040 pièces, comme le montre l'inventaire avant le transfert au Palazzo Capponi, lors de l'aliénation de la Villa Vittoria (elle abrite aujourd'hui le palais des congrès de Florence).
La donation partielle n'a été réalisée qu'en 1969 à l'initiative de sa seconde épouse. La collection de peintures et de sculptures anciennes, riche en œuvres importantes de l'école italienne et espagnole, aujourd'hui connue sous le nom de Collection Contini Bonacossi, a été sélectionnée par une commission d'experts et d'historiens de l'art et est restée à Florence. Après avoir été exposée dans différents sites, elle a finalement trouvé son siège dans un département du musée des Offices, où elle est exposée au public depuis le 1er mars 2018.
Sa collection philatélique a été dispersée dans diverses ventes aux enchères.